# 2020년 하계 올림픽 사이클
제32회 하계 올림픽 사이클 경기는 2021년 7월 24일부터 8월 8일까지 일본 도쿄에서 22개 종목으로 나누어 치러진다. 육상, 체조, 펜싱, 수영과 함께 초대 대회부터 이어져 내려온 몇 안되는 종목이기도 하다.
이번 대회에서는 지난 대회보다 4개 세부종목이 추가되었으며, BMX 프리스타일이 처음으로 신설되고 트랙의 매디슨 종목이 2008년 베이징올림픽 이래 다시 정식종목으로 추가되었다.

## 경기장소
트랙 종목의 경우 아리아케에 아리아케 어반 스포츠 파크라는 임시경기장을 건립하기로 예정되어 있었다. 그러나 1000억엔이 넘는 예산이 투입될 것이라는 우려가 제기되면서, 수개월간의 협의 끝에 트랙 종목을 시즈오카현 이즈시의 이즈 벨로드롬에서 치르는 것으로 결론을 내렸다. 국제사이클연맹은 개최도시인 도쿄에서 이즈까지 120km나 떨어져 있다는 것은, 선수와 관람객 모두에게 선사할 올림픽 경험을 퇴색시킬 것이라며 신중한 입장을 보였다. 2015년 국제사이클연맹 측은 경기장소 변경을 승인했고, 일본사이클연맹과 시즈오카현 등의 지자체는 이번 일을 기회로 삼아, 이즈 벨로드롬이 지역 사이클 대회를 확충하고 사이클 스포츠의 발전을 도모하는 다종목 사이클 센터로 거듭나도록 약속하였다.
다만 BMX 종목의 경우에는 아리아케 어반 스포츠 파크에서 그대로 진행한다. 이곳은 스케이트보드 종목이 치러지는 곳이기도 하다. 도로 종목의 경우에도 원래는 도쿄 도심에 위치한 고쿄 히가시 교엔에서 치러지기로 하였으나, 나중에 장소를 바꾸어 무사시노노모리 공원에서 출발해 후지 스피드웨이에서 종료하는 것으로 코스를 바꾸었다. 산악 사이클 종목 역시 이즈시에 위치한 이즈 MTB 코스에서 진행된다.
| 경기장                    | 종목                                          | 경기일자         | 메달수 | 관객수용 |
| ------------------------- | --------------------------------------------- | ---------------- | ------ | -------- |
| 후지 스피드웨이           | 도로 사이클 (도로 레이스 종료지점, 도로 독주) | 7월 24일~28일    | 4      |          |
| 이즈 MTB 코스             | 산악 사이클                                   | 7월 26일~27일    | 2      |          |
| 아리아케 어반 스포츠 파크 | BMX (프리스타일, 레이싱)                      | 7월 29일~8월 1일 | 4      | 5,000명  |
| 무사시노노모리 공원       | 도로 사이클 (도로 레이스 시작지점)            | 7월 24일~25일    | 0      |          |
| 이즈 벨로드롬             | 트랙 사이클                                   | 8월 2일~8일      | 12     | 4,300명  |

### 코스

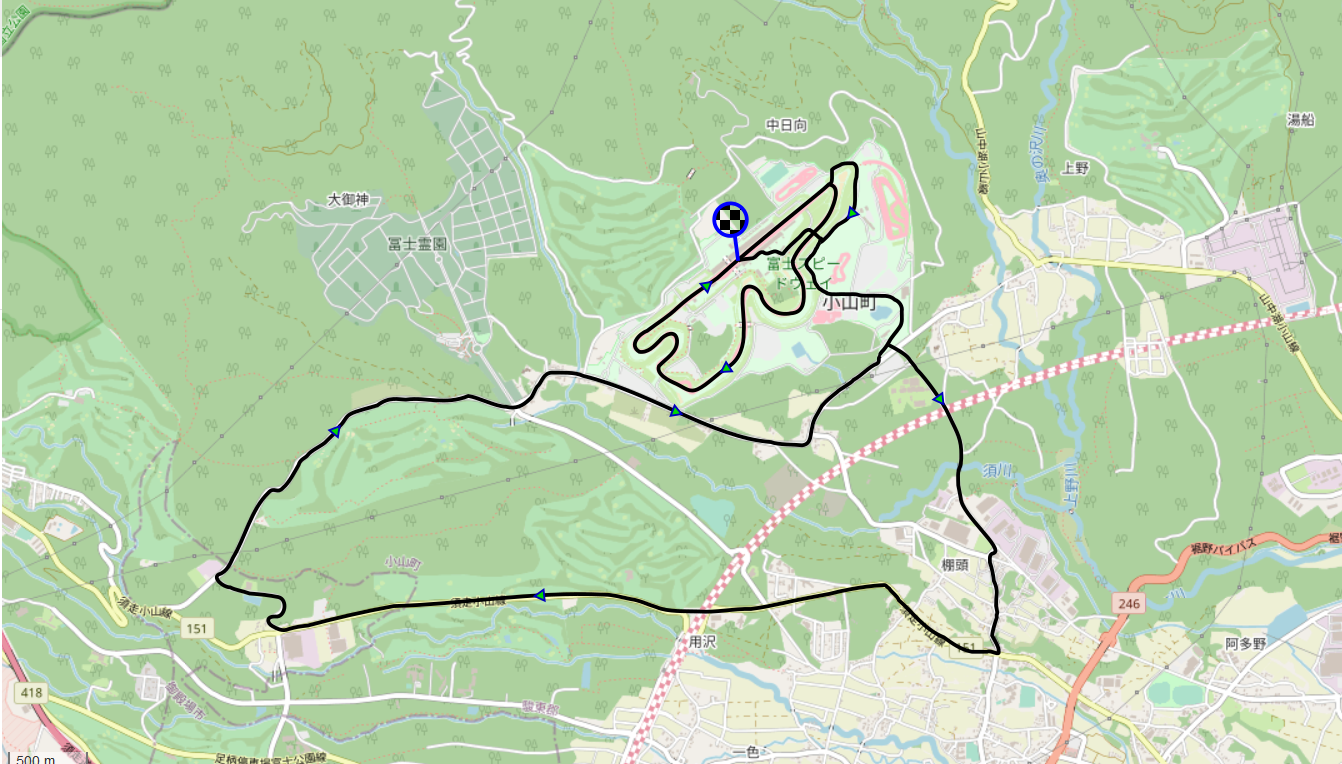
개인 도로 독주 종목 경기코스

2018년 8월 남녀 도로 레이스 종목의 코스가 공개됐다. 도쿄도 조후시의 무사시노노모리 공원에서 출발해 시즈오카현 후지 스피드웨이에서 끝나는 코스이다. 남자 종목의 경우 총길이가 234km이며 전체 해발고도는 4865m이다. 여자 종목은 총길이 137km에 해발고도 2692m이다.
처음에는 남녀 레이스 코스가 동일하다. 먼저 도쿄 외곽 시가지의 평탄지대를 지나며, 80km 정도 도달할 즈음에는 도시무라촌의 긴 오르막길에 도달하는데 총 해발고도 1000m에 달한다. 이후 야마나카코호를 찍고 가고사카 산길 (篭坂峠)이라는 15km짜리 내리막길을 거친다. 그런 다음부터 남녀 종목별 코스가 갈린다.
남자 코스의 경우에는 일본 최고봉인 후지산의 나지막한 능선을 따라 이어지는 14.3km짜리 오르막길로 들어서며, 이때 평균경사는 6.0%이다. 그런 뒤에는 완주지점인 후지 스피드웨이 구간에 들어서는데, 피니시라인을 먼저 한 차례 지나치는 코스로 진행된다. 30km를 돌아가면 미쿠니 산길 (三国峠)을 한차례 들어서게 되는데 약 6.8km 길이의 오르막길로 해발 1,159m, 평균경사 10.2%에 일부 구간은 경사가 20%에 달하는 난코스다. 오르막길을 끝내면 다시 야마나카코호로 돌아오고, 가고사카 산길을 지나 후지 스피드웨이에서 경주를 마친다.
여자 코스의 경우에는 후지산 코스와 미쿠니 산길이 빠지는 대신 후지 스피드웨이 서킷에서 레이스가 추가로 진행되며, 경기장 내에서 1.5바퀴를 돌게 된다.

## 예선
개최국 일본은 BMX 레이싱, BMX 프리스타일, 산악 사이클 종목에서 1명분 출전권을, 도로 사이클 종목에서 2명분 출전권을 자동으로 획득한다 (도로 도로 독주과 트랙 종목에서는 자동출전권을 부여받지 않는다). 개최국을 제외한 나머지 출전권은 UCI 세계랭킹을 기반으로 확정되며, 일부 출전권은 세계 선수권대회나 대륙별 예선경기를 통해 배정된다.

## 경기 일정
다음은 이번 대회의 경기 일정이다. 모든 시간은 일본 표준시 (UTC+9, 한국 시각과 동일) 기준이다. 트랙 옴니엄 종목의 알파벳 약자의 의미는 해당 종목 문서 참고.
| 예 | 예선 | 준준 | 준준결승 | 준 | 준결승 | 결 | 결승 |

| 종목/날짜         | 7월 24일 | 7월 25일 | 7월 26일 | 7월 27일 | 7월 28일 | 7월 29일 | 7월 30일 | 7월 30일 | 7월 31일 | 8월 1일 |
| ----------------- | -------- | -------- | -------- | -------- | -------- | -------- | -------- | -------- | -------- | ------- |
| BMX 프리스타일    |          |          |          |          |          |          |          |          |          |         |
| 남자 프리스타일   |          |          |          |          |          |          |          |          | 예       | 결      |
| 여자 프리스타일   |          |          |          |          |          |          |          |          | 예       | 결      |
| BMX 레이싱        |          |          |          |          |          |          |          |          |          |         |
| 남자 레이싱       |          |          |          |          |          | 준준     | 준       | 결       |          |         |
| 여자 레이싱       |          |          |          |          |          | 준준     | 준       | 결       |          |         |
| 산악 사이클       |          |          |          |          |          |          |          |          |          |         |
| 남자 크로스컨트리 |          |          | 결       |          |          |          |          |          |          |         |
| 여자 크로스컨트리 |          |          |          | 결       |          |          |          |          |          |         |
| 도로 사이클       |          |          |          |          |          |          |          |          |          |         |
| 남자 개인 도로    | 결       |          |          |          |          |          |          |          |          |         |
| 남자 도로 독주    |          |          |          |          | 결       |          |          |          |          |         |
| 여자 개인 도로    |          | 결       |          |          |          |          |          |          |          |         |
| 여자 도로 독주    |          |          |          |          | 결       |          |          |          |          |         |

| 종목/날짜          | 8월 2일 | 8월 2일 | 8월 2일 | 8월 3일 | 8월 3일 | 8월 3일 | 8월 4일 | 8월 5일 | 8월 5일 | 8월 5일 | 8월 5일 | 8월 6일 | 8월 6일 | 8월 7일 | 8월 7일 | 8월 8일 | 8월 8일 | 8월 8일 | 8월 8일 |
| ------------------ | ------- | ------- | ------- | ------- | ------- | ------- | ------- | ------- | ------- | ------- | ------- | ------- | ------- | ------- | ------- | ------- | ------- | ------- | ------- |
| 남자 경륜          |         |         |         |         |         |         |         |         |         |         |         |         |         | 예      | 예      | 준준    | 준      | 결      | 결      |
| 남자 매디슨        |         |         |         |         |         |         |         |         |         |         |         |         |         | 결      | 결      |         |         |         |         |
| 남자 옴니엄        |         |         |         |         |         |         |         | SR      | TR      | ER      | PR      |         |         |         |         |         |         |         |         |
| 남자 단체추발      | 예      | 예      | 예      | 준      | 준      | 준      | 결      |         |         |         |         |         |         |         |         |         |         |         |         |
| 남자 스프린트      |         |         |         |         |         |         | 예      | 예      | 준준    | 준준    | 준준    | 준      | 결      |         |         |         |         |         |         |
| 남자 단체 스프린트 |         |         |         | 예      | 준      | 결      |         |         |         |         |         |         |         |         |         |         |         |         |         |
| 여자 경륜          |         |         |         |         |         |         | 예      | 준준    | 준      | 결      | 결      |         |         |         |         |         |         |         |         |
| 여자 매디슨        |         |         |         |         |         |         |         |         |         |         |         | 결      | 결      |         |         |         |         |         |         |
| 여자 옴니엄        |         |         |         |         |         |         |         |         |         |         |         |         |         |         |         | SR      | TR      | ER      | PR      |
| 여자 단체추발      | 예      | 예      | 예      | 준      | 결      | 결      |         |         |         |         |         |         |         |         |         |         |         |         |         |
| 여자 스프린트      |         |         |         |         |         |         |         |         |         |         |         | 예      | 예      | 예      | 준준    | 준      | 준      | 결      | 결      |
| 여자 단체 스프린트 | 예      | 준      | 결      |         |         |         |         |         |         |         |         |         |         |         |         |         |         |         |         |

## 참가

### 참가국
- 알제리 (2)
- 아르헨티나 (1)
- 오스트레일리아 (24)
- 오스트리아 (7)
- 아제르바이잔 (1)
- 벨라루스 (4)
- 벨기에 (12)
- 부르키나파소 (1)
- 캐나다 (23)
- 칠레 (3)
- 중화인민공화국 (7)
- 콜롬비아 (10)
- 코스타리카 (2)
- 쿠바 (1)
- 키프로스 (1)
- 체코 (4)
- 덴마크 (13)
- 에콰도르 (2)
- 이집트 (1)
- 에리트레아 (3)
- 에스토니아 (2)
- 에티오피아 (1)
- 핀란드 (1)
- 프랑스 (20)
- 독일 (22)
- 영국 (21)
- 그리스 (2)
- 과테말라 (1)
- 홍콩 (7)
- 헝가리 (1)
- 이란 (1)
- 아일랜드 (5)
- 이스라엘 (1)
- 이탈리아 (19)
- 일본 (16)
- 카자흐스탄 (5)
- 라트비아 (2)
- 리투아니아 (4)
- 룩셈부르크 (3)
- 말레이시아 (2)
- 멕시코 (5)
- 모로코 (1)
- 나미비아 (2)
- 네덜란드 (18)
- 뉴질랜드 (17)
- 노르웨이 (7)
- 파나마 (1)
- 파라과이 (1)
- 페루 (1)
- 폴란드 (14)
- 포르투갈 (3)
- 러시아 올림픽 위원회 (11)
- 루마니아 (2)
- 르완다 (1)
- 슬로바키아 (2)
- 슬로베니아 (5)
- 남아프리카 공화국 (10)
- 대한민국 (2)
- 스페인 (9)
- 수리남 (1)
- 스웨덴 (2)
- 스위스 (12)
- 중화 타이베이 (1)
- 태국 (1)
- 트리니다드 토바고 (3)
- 튀르키예 (2)
- 우크라이나 (2)
- 미국 (17)
- 우즈베키스탄 (2)
- 베네수엘라 (1)

## 메달리스트

### 도로 사이클
| 종목                  | 금                             | 은                          | 동                              |
| --------------------- | ------------------------------ | --------------------------- | ------------------------------- |
| 남자 개인 도로 자세히 | 리차르드 카라파스 · 에콰도르   | 바우트 판 아르트 · 벨기에   | 타데이 포가차르 · 슬로베니아    |
| 남자 도로 독주 자세히 | 프리모시 로글리치 · 슬로베니아 | 톰 뒤물랭 · 네덜란드        | 로언 데니스 · 오스트레일리아    |
| 여자 개인 도로 자세히 | 아나 키젠호퍼 · 오스트리아     | 아네믹 판 플뢰턴 · 네덜란드 | 엘리사 론고 보르기니 · 이탈리아 |
| 여자 도로 독주 자세히 | 아네믹 판 플뢰턴 · 네덜란드    | 마를렌 로이서 · 스위스      | 아나 판 데르 브레헌 · 네덜란드  |

### 트랙 사이클

#### 남자
| 종목          | 금                                                                                       | 은                                                                                            | 동                                                                                             |
| ------------- | ---------------------------------------------------------------------------------------- | --------------------------------------------------------------------------------------------- | ---------------------------------------------------------------------------------------------- |
| 경륜          | 제이슨 케니 · 영국                                                                       | 아지줄하스니 아왕 · 말레이시아                                                                | 하리 라브레이선 · 네덜란드                                                                     |
| 매디슨        | 덴마크 (DEN) · 라세 노르만 한센 · 미카엘 뫼르쾨우                                        | 영국 (GBR) · 이선 헤이터 · 매슈 월스                                                          | 프랑스 (FRA) · 도노방 그로댕 · 뱅자맹 토마                                                     |
| 옴니엄        | 매슈 월스 · 영국                                                                         | 캠벨 스튜어트 · 뉴질랜드                                                                      | 엘리아 비비아니 · 이탈리아                                                                     |
| 단체추발      | 이탈리아 (ITA) · 시모네 콘손니 · 필리포 간나 · 프란체스코 라몬 · 조나탄 밀란 ·           | 덴마크 (DEN) · 니클라스 라르센 · 라세 노르만 한센 · 라스무스 페데르센 · 프레데리크 로덴베르 · | 오스트레일리아 (AUS) · 리 하워드 · 켈랜드 오브라이언 · 루크 플랩 · 샘 웰스퍼드 · 알렉산더 포터 |
| 스프린트      | 하리 라브레이선 · 네덜란드                                                               | 제프리 호흘란트 · 네덜란드                                                                    | 잭 칼린 · 영국                                                                                 |
| 단체 스프린트 | 네덜란드 (NED) · 제프리 호흘란트 · 하리 라브레이선 · 로이 판 덴 베르흐 · 마테이스 뷔흘리 | 영국 (GBR) · 잭 칼린 · 제이슨 케니 · 라이언 오언스 ·                                          | 프랑스 (FRA) · 플로리앙 그렝보 · 라얀 엘랄 · 세바스티앵 비지에 ·                               |

#### 여자
| 종목          | 금                                                                             | 은                                                                                 | 동                                                                                       |
| ------------- | ------------------------------------------------------------------------------ | ---------------------------------------------------------------------------------- | ---------------------------------------------------------------------------------------- |
| 경륜          | 스하너 브라스페닝크스 · 네덜란드                                               | 엘스 앤드루스 · 뉴질랜드                                                           | 로리안 제네스트 · 캐나다                                                                 |
| 매디슨        | 영국 (GBR) · 케이티 아치볼드 · 로라 케니                                       | 덴마크 (DEN) · 아말리 디데릭센 · 율리 레트                                         | 러시아 올림픽 위원회 (ROC) · 굴나스 하툰체바 · 마리야 노볼로츠카야                       |
| 옴니엄        | 제니퍼 밸런티 · 미국                                                           | 가지하라 유미 · 일본                                                               | 키르스턴 빌트 · 네덜란드                                                                 |
| 단체추발      | 독일 (GER) · 프란치스카 브라우세 · 리자 브레나워 · 리자 클라인 · 미케 크뢰거 · | 영국 (GBR) · 케이티 아치볼드 · 로라 케니 · 니 에번스 · 조시 나이트 · 엘리노어 바커 | 미국 (USA) · 클로이 디거트 · 메건 재스트랩 · 제니퍼 밸런티 · 에마 화이트 · 릴리 윌리엄스 |
| 스프린트      | 켈시 미첼 · 캐나다                                                             | 올레나 스타리코바 · 우크라이나                                                     | 레이와이시 · 홍콩                                                                        |
| 단체 스프린트 | 중화인민공화국 (CHN) · 바오산쥐 · 중톈스                                       | 독일 (GER) · 레아 프리드리히 · 에마 힌체                                           | 러시아 올림픽 위원회 (ROC) · 다리야 시멜료바 · 아나스타시야 보이노바                     |

### 산악 사이클
| 종목        | 금                   | 은                         | 동                     |
| ----------- | -------------------- | -------------------------- | ---------------------- |
| 남자 자세히 | 톰 피드콕 · 영국     | 마티아스 플뤼키거 · 스위스 | 다비드 발레로 · 스페인 |
| 여자 자세히 | 욜란다 네프 · 스위스 | 지나 프라이 · 스위스       | 린다 인더간트 · 스위스 |

### BMX
| 종목                   | 금                         | 은                         | 동                           |
| ---------------------- | -------------------------- | -------------------------- | ---------------------------- |
| 남자 레이싱 자세히     | 닉 키만 · 네덜란드         | 카이 화이트 · 영국         | 카를로스 라미레스 · 콜롬비아 |
| 남자 프리스타일 자세히 | 로건 마틴 · 오스트레일리아 | 다니엘 데르스 · 베네수엘라 | 데클런 브룩스 · 영국         |
| 여자 레이싱 자세히     | 베스 슈리버 · 영국         | 마리아나 파혼 · 콜롬비아   | 메럴 스뮐더르스 · 네덜란드   |
| 여자 프리스타일 자세히 | 샬럿 워딩턴 · 영국         | 해나 로버츠 · 미국         | 니키타 뒤카로즈 · 스위스     |

## 같이 보기
- 2018년 아시안 게임 사이클
- 2018년 하계 청소년 올림픽 사이클
- 올림픽 사이클